# Tatsuyoshi Miki
Tatsuyoshi Miki, född 11 februari 1904, Takamatsu, Japan, död 9 januari 1966, var en japansk tennisspelare som vunnit en Grand Slam-titel i mixed dubbel. 
År 1934 nådde Miki tillsammans med amerikanskan Dorothy Round mixed dubbelfinalen i Wimbledonmästerskapen. Paret besegrade där ett brittiskt par, Henry Austin/Dorothy Barron med siffrorna 3-6 6-4 6-0. Miki vann därmed sin första och enda GS-titel. Samtidigt blev han också den förste japanske spelaren som vunnit en GS-titel. 
År 1932 deltog Miki i det Japanska Davis Cup-laget och spelade då 3 dubbelmatcher tillsammans med Jiro Sato. Japanerna nådde då semifinalen i Europazonen efter segrar över Grekland och Danmark (5-0 i matcher i båda mötena). Semifinalen spelades mot Italien som vann med 3-2 i matcher. I det japanska laget deltog förutom Miki och Sato också Takeo Kuwabara som vann en av sina singelmatcher. I dubbelmatchen besegrade Miki/Sato det italienska dubbelparet Giovanni Palmieri/Emanuele Sertorio med 6-4, 6-4, 6-3.

## Grand Slam-titlar
- Wimbledonmästerskapen
  - Mixed dubbel - 1934